# Giovanni Frau (supercentenario)
Giovanni Frau (Orroli, 29 dicembre 1890 – Cagliari, 19 giugno 2003) è stato un supercentenario italiano, vissuto 112 anni e 172 giorni.

## Biografia
Giovanni Frau, nato ad Orroli (Arrolli in sardo) nella subregione storica del Sarcidano, detenne il titolo di Decano maschile d'Italia dal 3 gennaio 2002 sino alla propria morte e quello di Decano d'Italia dal 14 maggio 2003 sino alla morte.
È attualmente la 36ª persona italiana più anziana mai registrata, nonché il terzo uomo nato in Italia più vecchio di sempre, dopo il conterraneo Antonio Todde e l'emigrato Delio Venturotti e prima del siciliano Arturo Licata e del massargese Valerio Piroddi.
Nato a Orroli, in Sardegna, il 29 dicembre 1890, da una famiglia di agricoltori, sin dalla giovane età si dedicò a una vita nei campi, trascorrendovi ogni giorno circa dodici ore.
A 26 anni fu arruolato e combatté nella prima guerra mondiale, entrando a far parte della brigata Sassari, tra le cui file militò in Dalmazia. Sarebbe stato successivamente insignito del titolo di "cavaliere di Vittorio Veneto".
Tornato in Sardegna, si sposò nel 1927 con Giuseppa Cavalleri, dalla quale ebbe otto figli e che morì all'età di novant'anni. 
Trascorse il restante periodo della "seconda età" da contadino, abbandonando l'orto superati i novantacinque anni. Divenuto uomo più longevo di Orroli (12º centenario del paese), alla morte di Antonio Todde, avvenuta il 3 gennaio del 2002 eredita il titolo di uomo più anziano d'Italia, e secondo d'Europa. 
Terzo o quarto uomo più vecchio del mondo, Giovanni morì a Cagliari il 19 giugno 2003, intorno alle 13; il sindaco di Orroli Marco Pisano proclamò il lutto cittadino, partecipando alle esequie, avvenute il giorno successivo alle 17.